# Ancien cloître dominicain de Mayence
49° 59′ 57″ N, 8° 16′ 11″ E

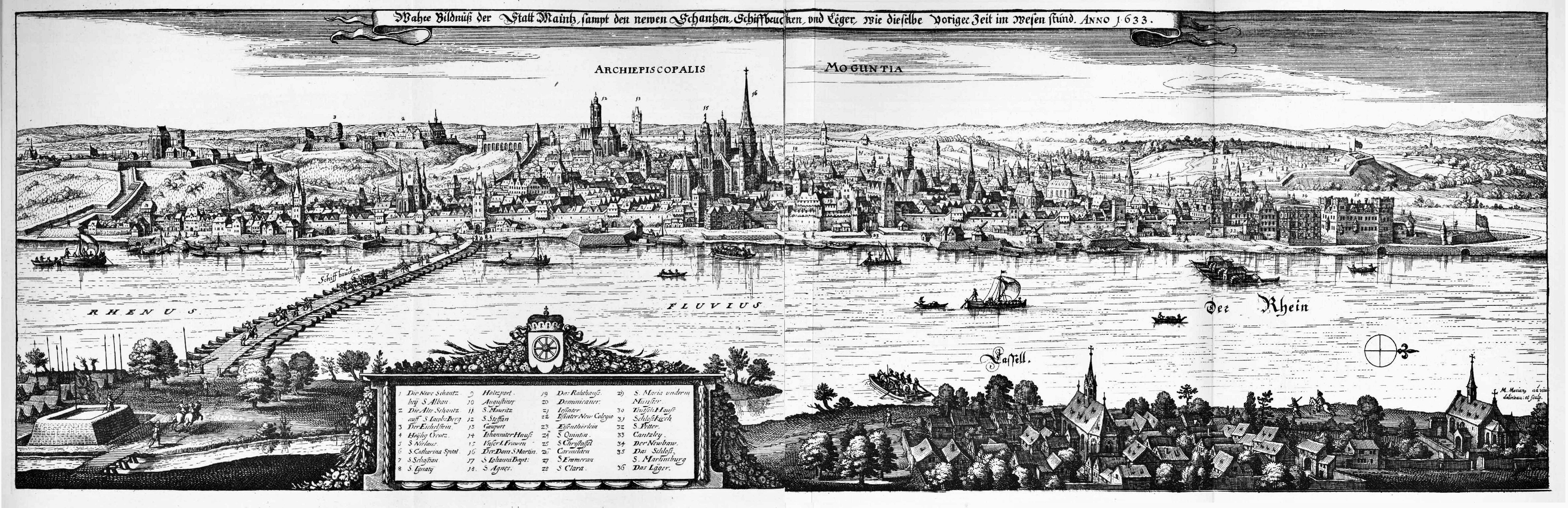
Merian Mainz: Nr. 20 bezeichnet die Dominikanerkirche

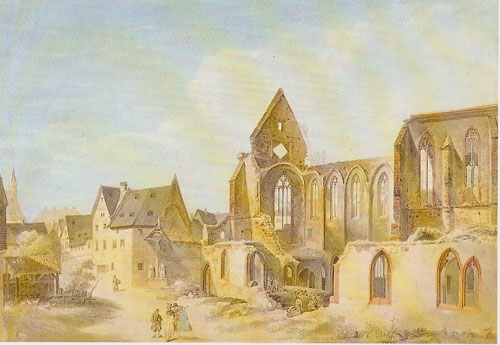
ruine du monastère vers 1800, aquarelle de J.C.A. Dillenius

Le monastère dominicain de Mayence était un complexe monastique dominicain à Mayence. En 1789, le monastère a été fermé et les dominicains restants ont été émérites. Lors du Siège de Mayence (1793), le monastère dominicain et son église ont brûlé dans la nuit du 20 au 21 juillet. En 1816, l'église était démolie sans laisser une trace,.

## Histoire
Au milieu et à la fin du XIIIe et du XIVe siècle, quand Mayence était une ville libre, de nombreux monastères y ont été créés,. Les Dominicains se sont probablement installés en 1256/1257. Le 14 novembre 1257 eut lieu la confirmation pontificale par Alexandre IV de l’accueil des Dominicains dans la ville de Mayence par l’archevêque de Mayence Gérard Ier de Dhaun (de). Arnold Walpod aurait soutenu la construction des bâtiments du monastère par des dons et était enterré avec sa femme devant l’autel des anges de l’église du monastère,. Entre 1269 et 1289, l'Installation de Mayence de l’Ordre a été favorisée par 16 lettre d’indulgence des évêques et archevêchés. L’église du monastère était créée entre 1275 et 1314 sous la forme d’une basilique à trois nefs avec un chœur étendu. Le cloître se trouvait au nord du chœur. L'archevêque Werner d'Eppstein (de) permettait que les dominicains prêchaient dans l'ensemble du Diocèse de Mayence. Au 28 octobre 1462, le cloître était détruit complètement par le feu lors du Conflit ecclésiastique de Mayence. Le Noviciat de la province „Teutonia” (fondé en 1221) fut installé à Mayence en 1608. De 1620 à 1624 l’écrivain spirituel Johann Andreas Coppenstein y était prieur († 1638).
Entre 1837 et 1839 une halle de fruits y était construite (architecte : Franz Geier).